# Camino
För andra betydelser, se Camino (olika betydelser).
Camino är en webbläsare speciellt utvecklad för Mac OS X och OS X. Den bygger på samma renderingsmotor som Mozilla Firefox (Gecko) och har stöd för flikar, för blockering av poppuppfönster, annonsblockering, stöd för RSS och inbyggd rättstavningsfunktion. Olika former av tilläggsprogram finns också, även om de inte är lika många som till andra, mer populära webbläsare. Den 30 maj 2013 meddelades att webbläsaren ska sluta utvecklas.

## Historik
Camino utvecklades av the Camino Project, ett socialt nätverk som har arbetat fristående från Mozilla Foundation sedan 2005. Utgångspunkten för webbläsarprojektet var idén att kombinera Gecko med Apples nyligen presenterade programmeringsmiljö Cocoa. Detta initierades sent 2001 av Mike Pinkterton och Vidur Apparao, då utvecklare hos Netscape Communications. Tidigt 2002 gick Dave Hyatt, en av skaparna av Mozilla Firefox, med i projektet; han presenterade sedan Chimera, ett enkelt och lättarbetat skal för programmet. Namnet Chimera (se chimär) skulle påminna om Cocoa och programmets utvecklingsmiljö i Carbon/C++.
Chimera 0.1 var den första versionen av programmet, presenterad februari 2002. Den uppmärksammades för sin snabba visning av webbsidor, jämfört med den då dominerade Internet Explorer. Under sommaren kom Hyatt att anställas av Apple, och han var där delaktig i företagets utveckling av en egen webbläsare  – Safari – som slutligen presenterades i början av 2003.
Andra programutvecklare inom Netscape tog dock över arbetet med Chimera, som av rättighetsskäl tvangs byta namn. Det nya namnet blev Camino (spanska för "stig", "väg"), vilket skulle påminna om (Netscape) Navigator. Camino 0.7 släpptes mars 2003 och 1.0 februari 2006; den senare var det första Mozilla-produkt som släpptes med Universal Binary-kodning. Mars 2005 flyttade Camino-projektet från Mozilla-domänen mozilla.org till en egen webbplats – caminobrowser.org.
September 2005 år blev Pinkerton, en av huvudutvecklarna, anställd hos Google. Där kom han arbeta på Googles Firefox-avdelning, samtidigt som han fortsatte med utvecklandet av Camino vid sidan av.
Version 2.0 släpptes november 2008. Den innehöll bland annat flyttbara flikar och förhandsvisning av flikar. Den var också den första Camino-versionen som klarade Acid2-testet. Version 2.1.2 får betyget 99/100 på Acid3-testet.
Den 30 maj 2013 meddelade the Camino Project att webbläsaren ska sluta utvecklas.

## Utseende
Den största skillnaden jämfört med Mozilla Firefox är att det XUL-baserade användargränssnittet från Firefox är ersatt med Cocoa. Rent utseendemässigt påminner Camino därför mer om Safari än Mozilla Firefox.

## Systemkrav och språkstöd

### Systemkrav
Senaste versionen av Camino (2.1.2, släppt 14 mars 2012) kräver Mac OS X 10.4 eller senare. Den är en "Universal Binary", vilket innebär att den har inbyggd kod för att köras både på PowerPC- och Intel-baserade Macintoshdatorer. För de användare som arbetar med Mac OS 10.2 finns det dock möjlighet att ladda ned Camino 1.0.6. Version 1.6.11 är den senaste versionen som har stöd för Mac OS 10.3.9.

### Språkstöd
Camino har två olika grundversioner – English eller Multilingual. English har menyer och andra texter på engelska och är anpassad för amerikanska, brittiska och internationella brittiska tangentbordsuppsättningar. Multilingual har inbyggda menyer på ett antal olika språk; språket i menyerna beror på vilket språk användaren aktiverat i OS X.
Version 2.1.2 är översatt till följande språk:
- Amerikansk engelska
- Franska
- Italienska
- Japanska
- Kinesiska (förenklad)
- Nederländska
- Norska (bokmål)
- Spanska (kastilianska)
- Svenska
- Tyska

I version 1.6.11 finns även stöd för följande språk:
- Katalanska
- Polska
- Brasiliansk portugisiska
- Ryska
- Slovenska
- Tjeckiska